# Хатнуа
Хатнуа (хеб.: התנועה, лит. "Покрет") је била либерална политичка странка у Израелу. Странку је основала Ципи Ливни као алтернативу бирачима који су незадовољни због одлагања мировних преговора.
Странка је формирана од стране дисидената из Кадиме (који су представљали лево прогресивно крило те партије), пошто је Ливни у марту 2012. изгубила унутарстраначке изборе од Шаула Мофаза (који је био вођа конзервативног дела).
Хатнуа је идеолошки блиска Лабуристичкој странци и Јеш Атид-у и фокусирана је углавном на домаћим и друштвено-економским питањима, ипак главни програмски циљ је постизање трајног мировног споразума са Палестинцима.
На скупштинским изборима 2013, Хатнуа је био у коалицији са Зеленим покретом. Изборна платформа је наглашавала арапско-израелски мир, социјалну правду, заштиту животне средине, интеграције Хареди и арапске заједнице у војску и радне снаге и верски плурализам. Након избора партија је ушла у владу Бенјамина Нетанјахуа и Ливни је постала министар правде.
На ванредним изборима 2015. (пошто је дошло до распада владајуће коалиције) Хатнуа је направила коалицију под именом Ционистичка унија са лабуристима. Унија је освојила друго место на изборима али је остала у опозицији.